# Cuarteto Patria
Cuarteto Patria es uno de los grupos musicales más importantes de Santiago de Cuba. Fue fundada en 1939 por Francisco Cobas la O (Pancho Cobas), director, con Emilia Gracia, Rigoberto Hechaverría (Maduro) y Rey Caney (Reinaldo Hierrezuelo la O). El estilo original era la trova tradicional, con  boleros y algo de música campesina (música rural). Con el tiempo, los miembros y la música cambiaron. Con mucho, el mayor cambio fue la llegada de Eliades Ochoa, que ha demostrado ser una elección inspirada.
Ochoa fue invitado por Cobas para convertirse en líder en 1978 y, antes de aceptar, él consiguió un acuerdo para introducir nuevas obras musicales en el repertorio. En ese momento Cobas continuó con el grupo, e Hilario Cuadras y Amado Machado se unieron. Ochoa introdujo el son como el elemento básico del grupo, y reforzó la percusión para equilibrar el contenido  guajiro con un elemento africano. Aún más importantes fueron sus cualidades personales. Es un guitarrista acústico verdaderamente excepcional, con un estilo de canto cálido. A pesar de todo, tomó mucho tiempo para que los amantes de la música fuera de Cuba conocieran sobre el grupo. En este sentido la experiencia en  Buena Vista Social Club tuvo un papel decisivo. En la serie de discos que siguieron a la película, Ochoa jugó un papel cada vez más prominente, y esto se reflejó en un aumento de las ventas de los álbumes del Cuarteto Patria, y en muchas giras por el extranjero para Ochoa y su grupo.
El grupo se compone actualmente de Eliades Ochoa (líder, voz, guitarra), Humberto Ochoa (segunda guitarra, coro), Eglis Ochoa (maracas, güiro, coro), Guillermo Calderón (contrabajo), Roberto Torres (bongos, congas, coro). Otros músicos que han participado en algunos álbumes incluyen: exlíder Francisco Cobas de la O (segunda guiter, coro), Aristóteles Limonta (d. bajo, coro), Enrique Ochoa (segunda guitarra, coro), María Ochoa (voz), Aníbal Ávila Pacheco (trompeta, claves), José Ángel Martínez (m. bajo); exmiembro del Cuarteto Patria y tresero Rey Cabrera. Famosos veteranos que han grabado con el grupo son: Faustino Oramas (El Guayabero), Compay Segundo y Rey Caney, que lideró el grupo durante un tiempo en su juventud. El grupo está ahora dominado por la familia Ochoa, y se expande para grabaciones y giras según sea necesario.
El grupo ha realizado giras por Guadalupe, Martinica, Granada, Curazao, Nicaragua, Brasil, República Dominicana, EE. UU. (Carnegie Hall de Nueva York), Canadá, España, Francia (Olympia de París), los Países Bajos, Italia y Japón. En el año 2001 fueron galardonados con el Premio de la Música de la Sociedad General de Autores y Editores de España (SGAE) y la Asociación de Intérpretes y Ejecutantes de España (AIE) [Premio Musical de la sociedad española de los autores, editores y artistas musicales] por el mejor álbum de música tradicional.

## Discografía
- A una coqueta - 1993 (Corason COCD106).
- El león está suelto - 1995 (Cubason CORA125).
- CubAfrica con Manu Dibango - 1998 (Mélodie 79593.2).
- Sublime Ilusión - 1999 (Virgin DGVIR 85), que fue nominado para un Grammy en 2000.
- Homenaje al Cuarteto Patria - 2000 (Higher Octave).
- Estoy Como Nunca - 2002 (Higher Octave).
- A la Casa de la Trova - 2005 (Escondida / Ultra).
- La colección cubana: Eliades Ochoa - 2006 compilación (Nascente NSCD 114).